# Slanke wezelhaai
De slanke wezelhaai (Paragaleus longicaudatus) is een vissensoort uit de familie van de wezelhaaien (Hemigaleidae). De wetenschappelijke naam van de soort is voor het eerst geldig gepubliceerd in 1966 door Bessednov.